# Серии Оцеляване (1990)
Сериите Оцеляване (1990) (на английски: Survivor Series) е четвъртото годишно pay-per-view събитие от поредицата Серии Оцеляване, продуцирано от Световната федерация по кеч (WWF). То се провежда в нощта на Денят на благодарността, 22 ноември 1990 г. в Хартфорд, Кънектикът.

## Обща информация
Това събитие е известно с екранния дебют на Гробаря, бъдещ шампион на WWF и легенда в следващите години. Гробаря заменя Бад Нюз Браун, който напуска WWF, след като не е спазено обещанието към него да бъде във вражда с Хълк Хоган и да стане първият чернокож шампион на WWF. В допълнение, Сержант Слоутър, който тогава е иракски симпатизант, обижда американските военнослужещи, разположени в Ирак по време на операция „Пустинен щит“. В интервю Ренди Савидж предизвиква Ултимейт Уориър за Световната титла в тежка категория на WWF. Хаку заменя Рик Руд, който напуска WWF след Лятно тръшване, заради спор за заплатата му. В сюжета той е отстранен от президента на WWF Джак Туни за обида към майката на Биг Бос Мен. Борис Жуков заменя Акийм, който напуска WWF през октомври 1990 г.

## Резултати
| №                              | Резултати | Правила                               | Време      |
| ------------------------------ | --- | ------------------------------------- | ---------- |
| 1Т                             | Шейн Дъглас побеждава Бъди Роуз | Индивидуален мач                      | Неизвестно |
| 2                              | Воините (Животното, Ястреба, Тексаското Торнадо и Ултимейт Уориър) поб. Перфектният отбор (Екс, Кръш, Мистър Пърфект и Смаш) (с Боби Хийнън и Мистър Фуджи)                      | Сървайвър елиминационен мач 4 срещу 4 | 14:20      |
| 3                              | Милионерите (Хонки Тонк Мен, Грег Валънтайн, Тед Дибиаси и Гробаря) (с Брадър Лав, Джими Харт и Върджил) поб. Отбор Мечта (Брет Харт, Дъсти Роудс, Коко Б. Уеър и Джим Найдхарт) | Сървайвър елиминационен мач 4 срещу 4 | 13:54      |
| 4                              | Визионерите (Херкулес, Пол Рома, Рик Мартел и Военачалникът) (със Слик) поб. Пепелянките (Джейк Робъртс, Джими Снука, Марти Джанети и Шон Майкълс)                               | Сървайвър елиминационен мач 4 срещу 4 | 17:42      |
| 5                              | Хълкаманиаците (Биг Бос Мен, Хълк Хоган, Джим Дъгън и Влекача) поб. Природните бедствия (Варваринът, Дино Браво, Земетресението и Хаку) (с Боби Хийнън и Джими Харт)             | Сървайвър елиминационен мач 4 срещу 4 | 14:49      |
| 6                              | Алиансът (Дърваря Буч, Дърваря Люк, Николай Волкоф и Тито Сантана) поб. Наемниците (Борис Жуков, Сержант Слоутър, Сато и Танака) (с Мистър Фуджи и Генерал Аднан)                | Сървайвър елиминационен мач 4 срещу 4 | 10:52      |
| 7                              | Хълк Хоган, Тито Сантана и Ултимейт Уориър поб. Херкулес, Пол Рома, Рик Мартел, Тед Дибиаси и Военачалникът (с Върджил и Слик)                                                   | Сървайвър елиминационен мач 3 срещу 5 | 9:07       |
| - Т – показва, че мача е тъмен | |                                       |            |